# منطقه ۷۵ (قطر)
منطقه ۷۵ یک منطقهٔ مسکونی در قطر است که در الخور (شهرداری) واقع شده‌است. منطقه ۷۵ ۶۱۰٫۸ کیلومتر مربع مساحت و ۱۰۰٬۱۱۸ نفر جمعیت دارد.